# Heinrich Nicolaus Gerber
Heinrich Nikolaus Gerber (født 6. september 1702 i Wenigenehrich ved Sondershausen i Thüringen, død 6. august 1775 i Sondershausen) var en tysk komponist og organist.

## Liv og virke
Gerber boede i Leipzig i nogen år fra 1724, og fik i denne periode undervisning i klaverspil og generalbas af Johann Sebastian Bach. Mange af klaviaturværkerne af Bach er kun bevaret gennem Gerbers kopier. 
I 1726 eller 1727 vendte Gerber tilbage til hjemstedet, hvor han virkede som organist og klaver- og kompositionslærer. Johann Adolph Scheibe og Johann Philipp Kirnberger var blandt Gerbers bekendtskabskreds. 
Sønnen, Ernst Ludwig Gerber, blev Gerbers efterfølger som hoforganist i Sondershausen.
Gerber skrev mange værker for klaviaturinstrumenter, som klaver- og orgelkoncerter, præludier og fugaer, sonater, suiter og andet, endvidere motetter og kantater. Gerber var også instrumentnager, blandt andet lavede han tekniske forbedringer af klavikord og orgel.